# Машуков, Добромир Ильич
Добромир Ильич Машуков (род. 29 апреля 2009, Абакан) — российский актёр. В 2020 году стал первым актёром из России, номинированным на международную премию «Молодой актёр».

## Биография
Добромир родился 29 апреля 2009 года в городе Абакан, Республика Хакасия. Родители — Илья и Анастасия Машуковы, ведут небольшой семейный бизнес.
С шести лет Добромир начал посещать театральную студию «Созвездие» в Абакане, где изучал актёрское мастерство под руководством Людмилы Образцовой и играл главные роли в спектаклях «Старик и море» и «Золотой ключик». В 2020 году стажировался в московской студии Иваны Чаббак под руководством Дмитрия Плеханова.
В 2017—2020 годах становился лауреатом ряда детских театральных и литературных фестивалей.
В 2018 году Добромир получил свою первую роль в кино, снявшись вместе с Дольфом Лундгреном в американском фильме «Ускорение», вышедшем в ноябре 2019 года.
В апреле 2019 года Добромир снялся в фильме «Гудбай, Америка», где сыграл внука персонажа Юрия Стоянова. Релиз фильма состоялся 8 октября 2020 года.
В июле 2019 года Добромир сыграл эпизодическую роль в голливудском фильме «Афера по-голливудски». Выход фильма в России состоялся 19 ноября 2020 года.
В июне 2020 года Добромир был номинирован на премию «Молодой актёр» за лучшее исполнение роли в стриминговом фильме.
Проходил пробы на главную детскую роль в фильме «Мой папа — вождь!».

## Фильмография
| Год  |   | Русское название     | Оригинальное название | Роль                |
| ---- | - | -------------------- | --------------------- | ------------------- |
| 2019 | ф | Ускорение            | Acceleration          | Мика                |
| 2020 | ф | Гудбай, Америка      | —                     | Павел / Пол         |
| 2020 | ф | Афера по-голливудски | The Comeback Trail    | боксёр              |
| 2022 | ф | Папы                 | —                     | сын доктора Волкова |

## Награды
- 2020 — Номинация на премию «Молодой актёр» — «Best Young Artist — Streaming Film»[10].
- 2020 — Лауреат Всероссийского конкурса декламации «История победы в стихах»[11].
- 2019 — Гран-При Cannes International children’s festival — «Theatrical creativity and artistic expression».
- 2019 — Гран-При международного фестиваля «Белый кит» — «Театральное творчество».
- 2019 — Лауреат 1 степени международного творческого фестиваля «Призвание артист» — «Художественное слово».
- 2018 — Лауреат 1 степени международного фестиваля детско-юношеского творчества «Трамплин» — «Художественное слово».
- 2017 — Лауреат 1 степени международного фестиваля «Сибирь зажигает звезды» — «Театральный жанр. Литературный спектакль».